# Berliner Aussenring

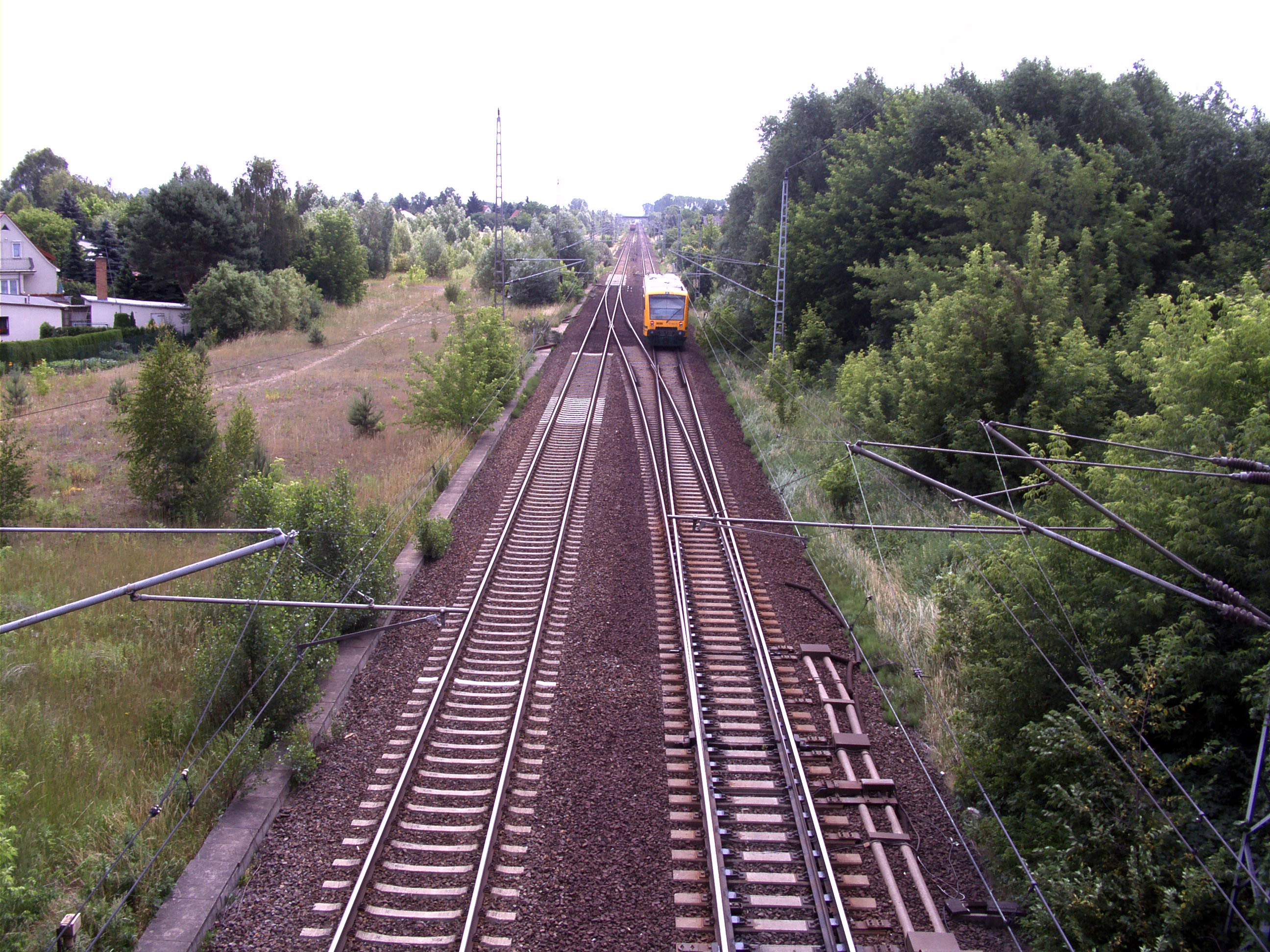
Del av järnvägen vid Sellheimsbron.

Berliner Aussenring (tyska: Berliner Außenring, vilket betyder ungefär Berlins yttre ring) förkortat BAR, är en 125 km lång järnväg runt om det tidigare Västberlin. Den byggdes av Östtyskland (DDR) 1951-1961. Den möjliggjorde för DDR att inte behöva passera genom Västberlin med sina tåg. Banan var, åtminstone viktiga delar av den, en förutsättning för Berlinmuren. Att stänga gränsen till Västberlin hade annars kraftigt försvårat mycket av järnvägstrafiken mellan Östberlin och övriga DDR.
Efter återföreningen har trafiken minskat, särskilt i den västra delen. Berlin-Schönefelds flygplats ligger vid Berliner Außenring.  Den nya storflygplatsen Berlin Brandenburgs flygplats ligger vid banan, vilket antas öka trafiken på den.